# Aslan Usojan
Aslan Rašidovič Usojan (in russo Аслан Рашидович Усоян?; Tbilisi, 27 febbraio 1937 – Mosca, 16 gennaio 2013) è stato un mafioso russo di nascita georgiana ed etnia curda, tra i più famosi ladri nella legge della Russia.

## Biografia
Incominciò le sue attività criminali in Georgia, e proseguì a Mosca, negli Urali, in Siberia, Uzbekistan, Krasnodar, Soči, e altre regioni dell'ex Unione Sovietica.
L'Economist lo considera un appartenente alla mafia russa.
Si è ipotizzato anche che avesse fornito illecitamente armi ai movimenti separatisti curdi, come il Partito dei Lavoratori del Kurdistan (PKK) nella sua lotta sta contro lo stato turco per un Kurdistan autonomo e per i diritti politici e culturali dei curdi in Turchia.
Il 16 gennaio 2013, Ûsoyan fu colpito alla testa a Mosca da un cecchino appostato in un appartamento al sesto piano del palazzo adiacente e, malgrado gli sforzi delle sue guardie del corpo e degli operatori dell'ambulanza, morì durante il tragitto verso l'ospedale.
La famiglia decise poi di seppellirlo nella sua città natale, Tbilisi.
La sua morte potrebbe essere collegata con gli investimenti per la costruzione delle strutture olimpiche a Soči.